# Soleichthys microcephalus
 Soleichthys microcephalus és un peix teleosti de la família dels soleids i de l'ordre dels pleuronectiformes.

## Hàbitat
Viu a estuaris i ports.

## Distribució geogràfica
Es troba a les costes de Nova Gal·les del Sud.